# Põdrala
Põdrala ist eine ehemalige Landgemeinde im estnischen Kreis Valga mit einer Fläche von 127,2 km². Sie hatte 890 Einwohner (1. Januar 2010). Seit 2017 ist Põdrala Teil der Landgemeinde Tõrva.
Neben dem Hauptort Riidaja (251 Einwohner) umfasste die Gemeinde die Dörfer Leebiku, Pikasilla, Reti, Lõve, Pori, Kungi, Rulli, Voorbahi, Uralaane, Vanamõisa, Liva, Kaubi und Karu (absteigend nach Einwohnerzahl geordnet).
Sehenswert ist das Gutshaus von Riidaja, dessen erste Belege von 1593 stammen. Das Hauptgebäude im Barock-Stil stammt aus dem 18. Jahrhundert. Es wird von einem 5,7 ha großen Park umgeben. Darin befindet sich auch eine 1796 errichtete Kapelle (2001 renoviert).